# Búdahraun
 (juillet 2011).
Si vous disposez d'ouvrages ou d'articles de référence ou si vous connaissez des sites web de qualité traitant du thème abordé ici, merci de compléter l'article en donnant les références utiles à sa vérifiabilité et en les liant à la section « Notes et références ».
Le Búðahraun est un parc naturel islandais situé dans le sud de la péninsule du Snæfellsnes à l'ouest de l'île.
Il est composé de deux ensembles, la réserve naturelle de Búðahraun et la côte de Arnarstapi et Hellnar

## Búðahraun

Carte de la réserve naturelle de Búdahraun (en violet)

Búðahraun est un champ de lave issu de Búðaklettur, un volcan qui possède un cratère de  88 mètres de profondeur dont la dernière éruption a eu lieu il y a 5000 et 8000 ans. Sur la partie ouest de la réserve on retrouve un certain nombre de grottes dont la plus célèbre est Búðahellir.
À l'est de Búðahraun se trouve Búðir, qui fut un des plus importants centres de pêche du Borgarfjördur au XVIIIe siècle, et sa vieille église noire Búðakirkja.
Búðahraun a été déclaré parc naturel en 1977.

## Côte de Arnarstapi et Hellnar
Plus à l'ouest, la cote de Arnarstapi et Hellnar a été ajoutée à la réserve naturelle de Búðahraun en 1979. On y retrouve d'impressionnantes falaises et arches sculptées par les vagues de l'océan dans le champ de lave de Hellnahraun vieux de 3900 ans. 